# Mobil computer
En mobil computer (mobil enhed eller portable computer) er en mobil computerenhed, typisk med en berøringsfølsom skærm og/eller et lille tastatur og en vægt på under 1 kg.
En mobil computer har et mobilt styresystem og kan køre forskellige typer af computerprogrammer, kendt som apps. De fleste mobile computere er desuden udstyret med Wi-Fi, Bluetooth og GPS der muliggør at de kan få adgang til Internettet og andre kompatible trådløse enheder såsom headsets. Et kamera eller medieafspiller til video eller musik findes typisk også på disse enheder. 

## Typer
Mobile computere inkluderer:
- Smartphones,
- tavlecomputere
- smarture
- PDA (Enterprise Digital Assistant)
- mobile spillekonsoller
- Mobiltelefoner
- GPS-navigationsenheder
- Elektroniske boglæsere

## Brug
Mobile computere er designet og tilpasset til brug for mobile opgaver. Brugen inkluderer digitaliserede noter, afsendelse og modtagelse af beskeder og informationer, digitale signaturer og stregkodescanning.
De kan bruges til medieafspillere, der kan afspille musik og video. De kan også bruges til videoopkald og videokonferencer eller til at se tv på internettet.